# Hoya maxima
Hoya maxima, biljka iz porodice zimzelenovki i predstavnik potporodice svileničevki. Vazdazelena trajnica je čija je postojbina otok Celebes (Sulawesi)